# 피카부 (Peek-A-Boo)
〈피카부 (Peek-A-Boo)〉는 대한민국의 걸 그룹 레드벨벳의 음반 Perfect Velvet의 타이틀 곡이다. 2017년 11월 17일SM 엔터테인먼트가 발매하고 KT 뮤직이 배급하였다.

## 차트
| 차트 (2017) | 최고 순위 |
| ----------- | --------- |
| 일본        | 36        |
| 필리핀      | 62        |
| 대한민국    | 2         |
| 미국        | 2         |